# Leigh Van Valen
Leigh Maiorana Van Valen (Albany, 12 augustus 1935 – Chicago, 16 oktober 2010) was een Amerikaans bioloog, gespecialiseerd in evolutiebiologie. Hij is met name bekend van de Red Queenhypothese.

## Studie
Op twintigjarige leeftijd behaalde Van Valen een graad in zoölogie en botanie aan Miami University in Ohio. Vervolgens studeerde hij aan Columbia University. 

## Werkterrein
Van Valen was werkzaam als onderzoeker en hoogleraar aan de faculteit voor ecologie en evolutie van de University of Chicago. Daar formuleerde hij in 1973 de Red Queenhypothese, die stelt dat een soort voortdurend moet evolueren om zijn ecologische niche te behouden.
- International Standard Name Identifier: 0000 0000 5431 7813
- Library of Congress Control Number: nr89014024
- Nationale Bibliotheek van Israël: 987007453018905171
- Nederlandse Thesaurus van Auteursnamen: 067911978
- SNAC: w6ng737k
- Virtual International Authority File: 49073632
- WorldCat: E39PBJvtcT6r9DdhgQbTCf7fv3